# 寬帶笛鯛
寬帶笛鯛（拉丁語：Lutjanus maxweberi），為輻鰭魚綱鱸形目鱸亞目笛鯛科的其中一種，分布於菲律賓、蘇拉威西、新幾內亞的淡水、半鹹水域，體長可達15公分，屬肉食性，生活習性不明。

## 擴展閱讀
維基物種上的相關：寬帶笛鯛